# زریر (سوفنه)
زَریر (در ارمنی Զարեհ، زَره، در زبان‌های غربی: Zariadres) از پادشاهان سوفنه در ارمنستان قدیم بود و از تبار دودمان اروندی بود.
استرابون در تاریخ خود نقل کرده است که سوفنه در سال ۲۰۰ پیش از میلاد توسط یکی از سرداران شاه آنتیوخوس سوم به نام زریر (زریادرس) تصرف شد.
ویرایش بیوگرافی
پس از شکست آنتیوخوس سوم توسط رومیان در نبرد ماگنزیا در سال ۱۹۰ پیش از میلاد، زریر و آرتاشس یکم شورش کردند و با رضایت رومیان به عنوان پادشاه تحت شرایط قرارداد آپامئا در ۱۸۸ پیش از میلاد - زریر بر سوفن و آرتاشس بر ارمنستان سلطنت کردند.  .
این احتمال وجود دارد که زریر پدر آبدیسارس (Dsariadres) بوده باشد، اگرچه در اسناد تاریخی اندک، آبدیسارها قبل از زریر حکومت می‌کردند. نامی که به عنوان Dsariadris نوشته شده است ممکن است یک برداشت و تلفظ یونانی از نام Bagdassar باشد. یک فرضیه این است که پادشاه باگداسار مجبور شد فرمانروایی پادشاه آنتیوخوس سوم را بپذیرد، اما به عنوان یک ساتراپ باقی ماند و تا زمانی که نبرد مگنزیا به او اجازه داد تا استقلال خود را مجدداً حفظ کند، خراج پرداخت. استرابون ۲۰۰ سال پس از این وقایع کتاب تاریخ خود را نوشت و شاید دقیق نبود.
بیش از ده‌ها نشانگر مرزی سنگی از زمان سلطنت آرتاشس با کتیبه‌های آرامی در قلمرو ارمنستان امروزی کشف شده است، قبل از کشف آنها وجود این سنگ‌ها توسط موسی خورنی تایید شده بود.  در این کتیبه ها آرتاش ادعا می کند که از سلسله اروندی است: شاه آرتاکسیا، پسر اورونتید زریادرس.